# Eugénie Le Sommer
Eugénie Le Sommer (ur. 18 maja 1989 w Grasse) – francuska piłkarka, występująca na pozycji napastniczki we francuskim klubie Olympique Lyon oraz w reprezentacji Francji. Uczestniczka Igrzysk Olimpijskich 2012 w Londynie, 2016 w Rio de Janeiro i 2024 w Paryżu, Mistrzostw Świata 2011, 2015, 2019 i 2023 oraz Mistrzostw Europy 2009, 2013 i 2017.

## Statystyki

### Klubowe
Na podstawie:
| Klub             | Sezonów | Liga                           | Liga  | Liga   | Puchar krajowy | Puchar krajowy | Kontynentalne | Kontynentalne | Suma  | Suma   |
| Klub             | Sezonów | Liga                           | Mecze | Bramki | Mecze          | Bramki         | Mecze         | Bramki        | Mecze | Bramki |
| ---------------- | ------- | ------------------------------ | ----- | ------ | -------------- | -------------- | ------------- | ------------- | ----- | ------ |
| Stade Briochin   | 3       | Division 1 Féminine            | 65    | 33     | 6              | 5              | –             | –             | 71    | 38     |
| Olympique Lyon   | 14      | Division 1 Féminine            | 240   | 191    | 59             | 57             | 90            | 48            | 389   | 296    |
| Seattle Reign FC | 1       | National Women’s Soccer League | 17    | 7      | 0              | 0              | –             | –             | 17    | 7      |
|                  | Łącznie | Łącznie                        | 322   | 231    | 65             | 62             | 90            | 48            | 477   | 341    |

### Reprezentacyjne
Na podstawie:
| Mecze i gole w reprezentacji podczas Mistrzostw Świata 2011 | Mecze i gole w reprezentacji podczas Mistrzostw Świata 2011 | Mecze i gole w reprezentacji podczas Mistrzostw Świata 2011 | Mecze i gole w reprezentacji podczas Mistrzostw Świata 2011 | Mecze i gole w reprezentacji podczas Mistrzostw Świata 2011 | Mecze i gole w reprezentacji podczas Mistrzostw Świata 2011 | Mecze i gole w reprezentacji podczas Mistrzostw Świata 2011 | Mecze i gole w reprezentacji podczas Mistrzostw Świata 2011 |
| Lp.                                                         | Data                                                        | Miasto                                                      | Przeciwnik                                                  | Wynik                                                       | Gole                                                        | Inne                                                        | Faza rozgrywek                                              |
| ----------------------------------------------------------- | ----------------------------------------------------------- | ----------------------------------------------------------- | ----------------------------------------------------------- | ----------------------------------------------------------- | ----------------------------------------------------------- | ----------------------------------------------------------- | ----------------------------------------------------------- |
| 1.                                                          | 26.06.2011                                                  | Sinsheim                                                    | Nigeria                                                     | 1:0 (0:0)                                                   |                                                             |                                                             | Faza grupowa                                                |
| 2.                                                          | 30.06.2011                                                  | Bochum                                                      | Kanada                                                      | 4:0 (1:0)                                                   |                                                             |                                                             | Faza grupowa                                                |
| 3.                                                          | 05.07.2011                                                  | Mönchengladbach                                             | Niemcy                                                      | 2:4 (0:2)                                                   |                                                             |                                                             | Faza grupowa                                                |
| 4.                                                          | 09.07.2011                                                  | Leverkusen                                                  | Anglia                                                      | 1:1 (k.4:3)                                                 |                                                             |                                                             | Ćwierćfinał                                                 |
| 5.                                                          | 13.07.2011                                                  | Mönchengladbach                                             | Stany Zjednoczone                                           | 1:3 (0:1)                                                   |                                                             |                                                             | Półfinał                                                    |
| 6.                                                          | 16.07.2011                                                  | Sinsheim                                                    | Szwecja                                                     | 1:2 (0:1)                                                   |                                                             |                                                             | Mecz o 3. miejsce                                           |

| Mecze i gole w reprezentacji podczas Mistrzostw Świata 2015 | Mecze i gole w reprezentacji podczas Mistrzostw Świata 2015 | Mecze i gole w reprezentacji podczas Mistrzostw Świata 2015 | Mecze i gole w reprezentacji podczas Mistrzostw Świata 2015 | Mecze i gole w reprezentacji podczas Mistrzostw Świata 2015 | Mecze i gole w reprezentacji podczas Mistrzostw Świata 2015 | Mecze i gole w reprezentacji podczas Mistrzostw Świata 2015 | Mecze i gole w reprezentacji podczas Mistrzostw Świata 2015 |
| Lp.                                                         | Data                                                        | Miasto                                                      | Przeciwnik                                                  | Wynik                                                       | Gole                                                        | Inne                                                        | Faza rozgrywek                                              |
| ----------------------------------------------------------- | ----------------------------------------------------------- | ----------------------------------------------------------- | ----------------------------------------------------------- | ----------------------------------------------------------- | ----------------------------------------------------------- | ----------------------------------------------------------- | ----------------------------------------------------------- |
| 1.                                                          | 09.06.2015                                                  | Moncton                                                     | Anglia                                                      | 1:0 (1:0)                                                   | 29'                                                         |                                                             | Faza grupowa                                                |
| 2.                                                          | 13.06.2015                                                  | Moncton                                                     | Kolumbia                                                    | 0:2 (0:1)                                                   |                                                             |                                                             | Faza grupowa                                                |
| 3.                                                          | 17.06.2015                                                  | Ottawa                                                      | Meksyk                                                      | 5:0 (3:0)                                                   | 13', 36'                                                    |                                                             | Faza grupowa                                                |
| 4.                                                          | 21.06.2015                                                  | Montreal                                                    | Korea Południowa                                            | 3:0 (2:0)                                                   |                                                             | 2 asysty                                                    | 1/8 finału                                                  |
| 5.                                                          | 26.06.2015                                                  | Montreal                                                    | Niemcy                                                      | 1:1 (0:0, k. 4:5)                                           |                                                             |                                                             | Ćwierćfinał                                                 |

| Mecze i gole w reprezentacji podczas Mistrzostw Świata 2019 | Mecze i gole w reprezentacji podczas Mistrzostw Świata 2019 | Mecze i gole w reprezentacji podczas Mistrzostw Świata 2019 | Mecze i gole w reprezentacji podczas Mistrzostw Świata 2019 | Mecze i gole w reprezentacji podczas Mistrzostw Świata 2019 | Mecze i gole w reprezentacji podczas Mistrzostw Świata 2019 | Mecze i gole w reprezentacji podczas Mistrzostw Świata 2019 | Mecze i gole w reprezentacji podczas Mistrzostw Świata 2019 |
| Lp.                                                         | Data                                                        | Miasto                                                      | Przeciwnik                                                  | Wynik                                                       | Gole                                                        | Inne                                                        | Faza rozgrywek                                              |
| ----------------------------------------------------------- | ----------------------------------------------------------- | ----------------------------------------------------------- | ----------------------------------------------------------- | ----------------------------------------------------------- | ----------------------------------------------------------- | ----------------------------------------------------------- | ----------------------------------------------------------- |
| 1.                                                          | 07.06.2019                                                  | Paryż                                                       | Korea Południowa                                            | 4:0 (3:0)                                                   | 9'                                                          | asysta                                                      | Faza grupowa                                                |
| 2.                                                          | 12.06.2019                                                  | Nicea                                                       | Norwegia                                                    | 2:1 (0:0)                                                   | 72'                                                         | 56'                                                         | Faza grupowa                                                |
| 3.                                                          | 17.06.2019                                                  | Rennes                                                      | Nigeria                                                     | 1:0 (0:0)                                                   |                                                             |                                                             | Faza grupowa                                                |
| 4.                                                          | 23.06.2019                                                  | Le Havre                                                    | Brazylia                                                    | 2:1 pd. (0:0)                                               |                                                             |                                                             | 1/8 finału                                                  |
| 5.                                                          | 28.06.2019                                                  | Paryż                                                       | Stany Zjednoczone                                           | 1:2 (0:1)                                                   |                                                             |                                                             | Ćwierćfinał                                                 |

| Mecze i gole w reprezentacji podczas Mistrzostw Świata 2023 | Mecze i gole w reprezentacji podczas Mistrzostw Świata 2023 | Mecze i gole w reprezentacji podczas Mistrzostw Świata 2023 | Mecze i gole w reprezentacji podczas Mistrzostw Świata 2023 | Mecze i gole w reprezentacji podczas Mistrzostw Świata 2023 | Mecze i gole w reprezentacji podczas Mistrzostw Świata 2023 | Mecze i gole w reprezentacji podczas Mistrzostw Świata 2023 | Mecze i gole w reprezentacji podczas Mistrzostw Świata 2023 |
| Lp.                                                         | Data                                                        | Miasto                                                      | Przeciwnik                                                  | Wynik                                                       | Gole                                                        | Inne                                                        | Faza rozgrywek                                              |
| ----------------------------------------------------------- | ----------------------------------------------------------- | ----------------------------------------------------------- | ----------------------------------------------------------- | ----------------------------------------------------------- | ----------------------------------------------------------- | ----------------------------------------------------------- | ----------------------------------------------------------- |
| 1.                                                          | 23.07.2023                                                  | Sydney                                                      | Jamajka                                                     | 0:0 (0:0)                                                   |                                                             |                                                             | Faza grupowa                                                |
| 2.                                                          | 29.07.2023                                                  | Brisbane                                                    | Brazylia                                                    | 2:1 (1:0)                                                   | 17'                                                         |                                                             | Faza grupowa                                                |
| 3.                                                          | 08.08.2023                                                  | Adelaide                                                    | Maroko                                                      | 4:0 (3:0)                                                   | 23', 70'                                                    |                                                             | 1/8 finału                                                  |
| 4.                                                          | 12.08.2023                                                  | Brisbane                                                    | Australia                                                   | 0:0 (k.6:7)                                                 |                                                             |                                                             | Ćwierćfinał                                                 |

## Sukcesy
Na podstawie:

### Klubowe
- Liga Mistrzyń UEFA 2010/11, 2011/12, 2015/16, 2016/17, 2017/18, 2018/19, 2019/20, 2021/22
- Mistrzyni Francji 2010/11,  2011/12, 2012/13, 2013/14, 2014/15, 2015/16, 2016/17, 2017/18, 2018/19, 2021/22, 2022/23, 2023/24